# Triod
Triod – graf składający się z trzech łamanych o wspólnym początku i nie przecinających się w innych punktach.